# 七森美江
七森 美江（ななもり みえ、1972年10月16日 - ）は、日本の元女優、元タレント。東京都出身。

## 人物
『'97 サントリー生ビール キャンペーンガール』、『かもめサービス』レースクイーンなどとして芸能界デビューした。
1997年（平成9年）1月からはテレビ番組『出動!ミニスカポリス』に、ミニスカポリス（2代目・3代目）として出演、同年10月からはTBSテレビの『ワンダフル』における初代ワンギャルのひとりとなった。同番組には番組内での大幅なメンバーチェンジが行われた翌年3月までレギュラー出演していた。
その後はテレビやドラマ、CMなどで女優として活動し、2000年の『仮面ライダークウガ』ではバラのタトゥの女 / ラ・バルバ・デ役、2004年の『特捜戦隊デカレンジャー』ではリサ・ティーゲル / デカブライト役と、クールな女性の役を演じていた。
芸能事務所は、2003年ごろまではサディーカに所属していたが、現在は芸能界を引退している。

## 出演

### テレビ
1997年
- 出動!ミニスカポリス（テレビ東京） - 2代目・3代目ポリス
- ワンダフル（1997年10月 - 1998年3月、TBS）

1998年
- 土曜スペシャル 味と絶景! 水辺の宿（テレビ東京）
- 土曜スペシャル 日本列島縦断! 正月行きたい温泉宿（テレビ東京）
- 新・日本人の質問（NHK総合）
- ぷちマダムのぷちバカンス（テレビ朝日） - 行先：プーケット、シンガポール
- なっちゃん家 第10話（テレビ朝日）

1999年
- お水の花道 第9・10話（フジテレビ）
- NHK朝の連続テレビ小説 すずらん 第8週（NHK総合）
- チープ・ラブ 第5話（TBS）

2000年
- 仮面ライダークウガ（2000年2月 - 2001年1月、テレビ朝日） - バラのタトゥの女[3] / ラ・バルバ・デ 役

2001年
- NHK正月時代劇 四千万歩の男（NHK総合）
- 新・クイズ日本人の質問（4月15日、NHK総合）
- 金曜エンタテイメント 山村美紗サスペンス 京都怪奇伝説殺人事件（6月15日、フジテレビ）
- 火曜サスペンス劇場 弁護士・朝日岳之助16 緊急発砲（7月10日、日本テレビ）
- 土曜スペシャル「海・川・湖に涼しさと美味を求めて水辺の宿」（7月21日、テレビ東京）
- ウワラザ海外旅行!ぷちマダムのぷちバカンス（10月、テレビ朝日）

2002年
- 笑顔がいちばん（ - 2004年、TBS）
- 土曜スペシャル（テレビ東京）
  - 「櫻咲く日本の旅情!城下町に残る美味と秘湯」（4月6日）
  - 「日本の隠れたリゾート・小さなおしゃれ宿」（4月20日）
  - 「冬こそ行きたい絶景の露天風呂がある宿」（12月21日）
- 日本列島!祝いの味・縁起の料理（6月8日、テレビ東京）
- モンキー!モンキー!!（6月27日、テレビ朝日）
- 天体観測 第9・11・最終話（関西テレビ） - 向坂亜弓 役
- トリセツ・温泉について（テレビ朝日）

2003年
- 日本映画復活への道!（2月2日、テレビ東京）
- 土曜スペシャル
  - 「日本のリゾート!～料理自慢の癒し宿」（5月3日）
  - 「涼しさと美味を求める旅～絶景!水辺の宿」（8月16日）
  - 「特選!冬景色にうっとり～絶景の露天風呂がある宿」（12月27日）
- トリセツ NTTコミュニケーションズ・インフォマーシャル

2004年
- PRO-file～デビューのトビラ～ （9月8日、テレビ朝日）
- ミステリー民俗学者 八雲樹 第3・4話（10月 - 11月、テレビ朝日）
- 土曜スペシャル「特薦!温泉&リゾートの宿」（10月30日、テレビ東京）
- 特捜戦隊デカレンジャー 第40話（テレビ朝日） - リサ・ティーゲル / デカブライト 役
- 相棒 Season3 第18話「大統領の陰謀」（テレビ朝日） - 桜木静香 役

2005年
- 金曜エンタテイメント 名司会者・寿鶴子 殺人スピーチ1（6月24日） - 神崎紀子 役

2006年
- 水曜ミステリー9 捜査検事・近松茂道6 拳銃魔（テレビ東京）

2007年
- 輝きの法則（7月25日、テレビ東京）[4]
- 相棒 Season6 第7話「空中の楼閣」（12月5日、テレビ朝日） - 早乙女佳子 役

2008年
- 水曜ミステリー9 多摩南署たたき上げ刑事・近松丙吉8 最後のメッセージ（テレビ東京）

### 映画・Vシネマ
1997年
- シャ乱Qの演歌の花道
- 英二（東映系）

2001年
- 修羅のみち4  北九州代理戦争 - 笛田光恵 役

### CM
1997年
- サントリー生ビールキャンペーンガール
- サントリービール「ビターズ」

1998年
- サントリー「カクテルバー」（1月 - 3月）

1999年
- JAバンク(愛知)（1999年4月 - 2000年3月）
- サントリー インフォマーシャル「スーパーチューハイ」
- 日清食品「ラ王」
- 花王「バブ」“そうはいっても”父篇・母篇

2000年
- 明星食品50周年記念キャンペーン「パールネックレスプレゼント篇」
- 三共「リゲイン・バス篇」
- カルピス味の素ダノン「ダノンフルーツセレクション・市場篇」

2001年
- カルピス味の素ダノン（ - 2003年）
- 花王「レンジクイックル」（ - 2003年）
- 東芝「企業篇」（ - 2002年）
- 国際証券 「企業篇」

2003年
- ナショナルエアコン「Kirei」
- 日本マクドナルド「モノクロハンバーガー編」

2006年
- ブリストールマイヤーズ・ライオン「バファリンプラス・おそうじ編」「バファリン・洗濯機編」
- 東京スター銀行「スターワン住宅ローン」
- SUBARU「レガシィアウトバック」「ふたりの足跡篇」 - 石黒莞士と共演。

2007年
- 三井のリフォーム「夢に合わせて篇」

### 声優
- エフィカス この想いを君に…（1998年）- 深見恵 役
- 仮面ライダークウガ（2000年、プレイステーション） - バラのタトゥの女 / ラ・バルバ・デ 役

### スチル
- 東京曲納連 口座振替観奨ポスター（1998年）
- カルピス味の素「ダノン」（2000年 - 2002年）
- 国際証券（2002年）

### 舞台
- 無頼 BURAI（2003年、脚本：田嶋一成）

### ラジオ
- 髙寺成紀の怪獣ラジオ（2015年9月18日・25日、調布FM）[5][6]

### ブロードバンド
- あっ!とおどろく放送局「生でいきましょう!」（毎週土曜日12時 - 19時、なま生チャンネル）

## 出版物

### 写真集
- Colors（1997年7月、コンパス、撮影：山岸伸）ISBN 978-4906407873
- emotion（1998年1月、ワニブックス、撮影：郡司大地）ISBN 978-4847024818
- '96 RACEQUEEN PICTORLALBOOK（1996年10月、コンパス、撮影：山岸伸）ISBN 978-4906407729
- レースクイーンベスト30 '96～'97（1997年2月、コスミックインターナショナル）ISBN 978-4885327117
- 出勤!ミニスカポリスファンブック（1997年10月、ソフトバンククリエイティブ）ISBN 978-4797303735

### ビデオ
- スコラ (1998年2月）
- RACE QUEENS レースクイーンベストセレクション30 VOL.2（1997年、オデッセウス出版）

### 雑誌
- レースクイーン完全バイブル'97（1997年7月、ぶんか社）
- 「NHKウイークリーステラ」（1999年6月4日号）
- Pink Vision ヒロインフォトブック（2001年4月、朝日ソノラマ）